# Matheusa Passareli
Matheusa Passareli Simões Vieira (Rio Bonito, Rio de Janeiro, 21 de janeiro de 1997 — Rio de Janeiro, 29 de abril de 2018) foi uma artista visual e ativista LGBT brasileira. Identificava-se como uma pessoa não-binária e foi brutalmente assassinada aos 21 anos de idade.

## Biografia
Matheusa nasceu em Rio Bonito, no interior do estado do Rio de Janeiro. Foi a primeira pessoa de sua família a ingressar no ensino superior, cursando Artes Visuais na Universidade do Estado do Rio de Janeiro (UERJ). Além disso, frequentava a Escola de Artes Visuais do Parque Lage.

### Ativismo e arte
Como ativista LGBT, Matheusa desafiava as normas de gênero e lutava contra preconceitos. Participava ativamente de dois coletivos artísticos: "Seus putos" e "Xica Manicongo", onde desenvolvia trabalhos artísticos e ativismo LGBTQ+. Utilizava sua arte para questionar as normas de gênero e raça, considerando a militância racial como sua principal bandeira.

## Morte e investigações
Em 29 de abril de 2018, Matheusa desapareceu após sair de uma festa no bairro do Encantado, na Zona Norte do Rio de Janeiro. Foi assassinada por traficantes no Morro do 18, em Quintino. Em julho de 2024, o principal acusado pelo assassinato, Manuel Avelino de Sousa Junior, foi condenado a 18 anos e quatro meses de prisão pelos crimes de homicídio por motivo torpe e ocultação de cadáver.

## Legado e homenagens

### Filme
Matheusa foi retratada no documentário "Sempre Verei Cores no seu Cinza", dirigido pela cineasta Anabela Roque. O filme aborda a crise na UERJ e mostra a atuação de estudantes contra o abandono da universidade.

### Outras homenagens
- O Centro Acadêmico do Instituto de Artes da UERJ foi renomeado como Centro Acadêmico Matheusa Passareli.[15]
- Em janeiro de 2019, foi homenageada com um mural no morro da Tavares Bastos, no Catete, pintado pela artista Marcela Cantuária.[16]
- Um ato ecumênico intitulado "Viva Theusinha" foi realizado na Capela Ecumênica da UERJ em sua memória.[17]

## Contexto da UERJ
Na época da morte de Matheusa, a UERJ enfrentava uma grave crise financeira e institucional. A universidade passava por dificuldades desde 2015, quando o estado do Rio de Janeiro entrou em crise fiscal. As consequências incluíam atrasos nos pagamentos de salários, suspensão de bolsas estudantis e corte de verbas para pesquisa e manutenção. O calendário acadêmico estava significativamente atrasado, com o segundo semestre de 2016 previsto para terminar apenas em julho de 2018.